# Heptafluorure d'or
L'heptafluorure d'or est un composé chimique de formule AuF5·F2. Sa synthèse a été publiée pour la première fois en 1986 en URSS. Il s'agit vraisemblablement d'un complexe de fluorure d'or(V) AuF5 et de difluor F2 dans lequel l'or est à l'état d'oxydation +5. Il serait 205 kJ·mol-1 plus stable que l'hypothétique fluorure d'or(VII). La fréquence de vibration moléculaire à 734 cm-1 est la marque de la présence d'une molécule de difluor coordonnée dans l'heptafluorure d'or.